# Valentín Cañedo Miranda
Valentín Cañedo Miranda (Oviedo, 14 de febrero de 1806 -Madrid, 8 de enero de 1856) fue un militar español, capitán general de Valencia durante el reinado de Isabel II de España.

## Biografía
Era hijo de Nicolás Cañedo y Valdés-Prado, Conde de Agüera, y Ramona Miranda. En 1825 se unió a la Guardia Real de Infantería como teniente y en 1827 a la Corte. En 1828 fue destinado al castillo de Montjuïc y a la ciudadela de Barcelona. En 1830 regresó a Madrid con el grado de teniente y en 1833 fue enviado al País Vasco para luchar en la primera guerra carlista, destacando en Gernica, Alsasua, Olazagutía y Mendaza, donde resultó herido, así como en las batallas de Baztán, Los Arcos y Bilbao. En 1836 fue destinado al Ejército del Centro y ascendido a capitán, combatiendo en Guadalajara y Ademuz contra Ramón Cabrera. En 1837 fue ascendido a teniente coronel y destinado a Navarra y La Rioja. En 1838 participó en la toma de Peñacerrada, en la Batalla de Baroja y en el sitio de Estella, siendo ascendido a coronel. En 1839, tras el Tratado de Bergara, fue el encargado de disolver el ejército de Carlos V del País Vasco.

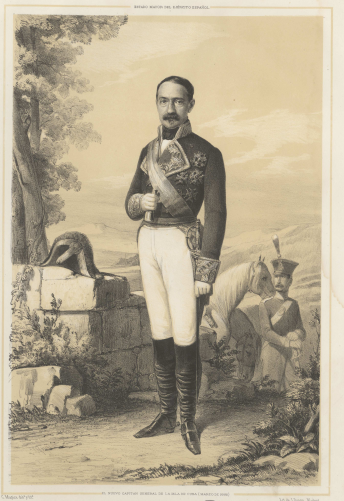
Grabado de la Biblioteca Nacional de España

Después de la Guerra permaneció en Pamplona hasta que en 1841 fue nombrado Jefe del Estado Mayor de Extremadura. En 1843 fue jefe del Estado Mayor de Burgos y ascendido a mariscal de campo, al tiempo que apoyaba a los que se alzaron contra Baldomero Espartero. En mayo de 1844 fue comandante militar de Cádiz y en 1845 capitán general de Aragón, donde reprimió una revuelta y organizó juegos para evitar la prolongación de la guerra de las mañanas. En julio de 1847 fue nombrado capitán general de Galicia.
En 1849 fue ascendido a teniente general y de 1851 a 1852 fue capitán general de Valencia. En 1852 fue nombrado capitán general de Castilla la Nueva y poco después capitán general de Cuba, donde frustró una insurrección y trató de mejorar las condiciones de las tropas. En 1853 regresó a la Península. Tras el triunfo de la Vicalvarada se le ofreció la nueva capitanía de Castilla, pero no la aceptó